# Херберт Сајмон
Херберт Александер Сајмон (енгл. Herbert Alexander Simon; Милвоки, 15. јун 1916 — Питсбург, 9. фебруар 2001) је био амерички научник који се примарно бавио политичким наукама, а чија је област интересовања и истраживања обухватала когнитивну психологију, рачунарство, економију, руковођење, филозофију науке и социологију. За живота је објавио скоро хиљаду често цитираних радова што га чини једним од најутицајнијих научника 20. века.
Добитник је Нобелове награде за економију 1978. године.

## Рано детињство и школовање
Херберт Александер Сајмон рођен је у Милвоки, главном и највећем граду америчке савезне државе Висконсин, 15. јуна 1916. Његов отац, Артур Сајмон(1881-1948), био је инжењер који је након завршетка техничке средње школе у Дармштату дошао у САД. Његова мајка, Една Маргерита Меркел била је успешна пијанисткиња чији преци потичу из Чешке и Швајцарске. Иако је имао јеврејску и католичку позадину, Сајмон је био атеиста.
Сајмон је још као дете развио интересе за науку. У школи је показивао заинтересованост за домаће задатке. За разлику од друге деце, био је изложен идеји да људско понашање може бити проучавано у релативно младом добу због утицаја мајчиног млађег брата, Харолда Меркела, који је студирао економију на Универзитету у Висконсину-Медисон код Џона Р. Комонса. Преко ујакових књига из економије и психологије, Сајмон је открио друштвене науке.
1933. године почео је да студира на Универзитету у Чикагу и пратећи ране утицаје, студирао је друштвене науке и математику. Био је заинтересован за биологију, али је одлучио да је не студира због далтонизма и свог несналажења у лабораторији. Уместо тога, одлучио је да се фокусира на политичке науке и економију. Његов најважнији ментор на Универзитету био је Хенри Шулц. Дипломирао је и докторирао у периоду 1936-1943) на политичким наукама под менторским инструкцијама Харолда Ласвела и Чарлса Едварда Меријама.Након укључења у курс Measuring Municipal Governments, био је позван да буде асистент приликом истраживања за Кларенс Рајдл и са којим је написао књигу Мерење општинске активности (енгл. Measuring Municipal Activities) 1938. , исте године када се венчао са Доротеом. Његове студије су га постепено довеле до области доношења одлука, што ће постати предмет његове докторске дисертације.

## Академска каријера
Од 1939. до 1942. године Сајмон прелази на Универзитет Калифорније у Берклију. Од 1942. до 1949. , био је професор политичких наука и радио је на Институту за технологију у Илиноису (енгл. Illinois Institute of Technology) што му је донело прекретницу у академском и професионалном смислу. На Универзитету у Чикагу тада је радила такозвана Каулесова група доктораната (енгл. Cowles Foundation), коју су чинили Кенет Ароу, Лео Хариц, Лоренс Клајн, Дон Паткин, као и Оскар Ланге, Милтон Фридман и Франко Модиљани. Окупљања и рад у оквиру ове групе донели су Сајмону бројна нова искуства и усмерења у раду, пре свега, тако што је поново добио могућност за унапређење свог знања из математике, али и за укључивање у пројекат анализе макроекономских ефеката атомске енергије, који сам Сајмон назива својим ватреним крштењем у економској анализи. У овом периоду Сајмон је поставио основе свом револуционарном доприносу економији, пошто је са Дејвидом Хокинсом (енгл. David Hawkins) поставио и доказао Хокинс-Сајмонову теорему (1949), која садржи тест одрживости привреде, мерено преко инпут-аутпут табела.

## Приватни живот
Иако је у свету науке Сајмон живео живот великог авантуристе, у приватном животу је, како су његови биографи забележили, био скроман и умерен човек. Од 1937. године, био је ожењен Доротеом Пај (енгл. Dorothea Pye) са којом је имао троје деце. Са својом супругом, Сајмон је делио интелектуална и академска интересовања, тако да су у неколико наврата сарађивали као колеге и коаутори. Његова жена умрла је 2002. , а он 2001. године.

## Доношење одлука
1947. године, Сајмон је објавио своју прву књигу Административно понашање која се и данас сматра једним од најутицајнијих дела у области друштвених наука. Часопис Public Administration Review окарактерисао је ову књигу књигом прве половине века а Комитет Нобелове награде као епохалну. Ово дело потврдило је две важне теме: ограничену рационалност и идентификацију са подциљевима. Ограничена рационалност је централна тема бихевиористичке економије. Израз ограничена рационалност понашања се користи да означи рационални избор који узима у обзир когнитивна ограничења и у знању и у когнитивном капацитету појединца. Теорије ограничене рационалности почивају на претпоставкама стандардне теорије очекиване корисности. У време када је доминантна струја економске мисли заговарала став да људи праве рационалне изборе како би дошли до најбољег производа по најнижој цени, Сајмон је сматрао да неизоставно постоји ограниченост сазнајних могућности, што сужава наше знање и аналитичке способности и самим тим приморава људе да изаберу прву добру опцију, ону која је довољно добра да задовољи њихове тренутне потребе. Сајмон је сматрао да су максимизирање и долазак до најбољег могућег избора у пракси једноставно немогући, јер се доносиоци одлука сусрећу са неизвесношћу . Концепт ограничене рационалности врло једноставно и директно ставља у епицентар анализе чињеницу да људи имајју ограничене когнитивне способности , ограничене могућности да сагледају и упореде све алтернативе, информације и знања о будућности, као и несавршене вештине да доступне информације обраде.
Доношење одлука подразумева избор између извесног броја опција како би се постигао неки организациони циљ или подциљ. Реалистичне опције ће имати стварне последице које се састоје од: индивидуалних акција или одсуства акције, модификованих чињеница или вредности из окружења. У стварности, неке алтернативе могу бити одабране свесно или несвесно, неке последице могу бити намерне или ненамерне, а нека средства могу бити несавршено одмерена, непотпуно повезана, или недовољно разрађена. Циљ рационалног доношења одлука подразумева избор алтернативе која за резултат има више преферирани скуп последица међу свим могућим последицама. Такав задатак се може поделити у три корака:
1. индентификовање и разматрање свих опција;
2. одређивање последица које резултирају из сваке од тих опција;
3. поређење тачности и ефикасности сваког од тих подскупова последица.[8]

Међутим, Сајмон је упозорио да би се сваки појединац или организација који би покушали да примене овакав модел у пракси, сусрели са немогућношћу да задовоље сва три захтева. Прилично је невероватно претпоставити да би неко могао да зна све опције, а поготово да предвиди све последице које резултирају из избора сваке опције.
Свест о томе да је ограничена рационалност приликом доношења одлука неизбежна афирмисала је питање која друга техника или процес понашања може појединца или организацију довести до приближно најбољег резултата. Према Сајмону, уз дата ограничења, човек је у тежњи за постизањем рационалног решења у пракси развио процедуре које делимично отклањају те тешкоће-хеуристике. Оне подразумевају да се из анализе елиминишу сви бројни фактори који нису од највећег утицаја, и да се посматра затворени систем, који садржи само ограничен скуп варијабли и ограничени распон могућих последица. Сасвим је логично да би у условима потпуне извесности доносиоци одлука били у прилици да максимизирају свој избор, па чак и уз важење правила задовољавајућег избора. Међутим, у условима неизвесности, организације и појединци постављају низ циљева које желе да постигну и потом стратегије за њихово достизање. Да ли је то уједно и максимални могући избор- доносиоци одлука једноставно у датом тренутку не могу да знају, јер они нису у могућности да узму у обзир све аспекте економске стварности који би могли да утичу на њихов избор, већ само неке од ситуационих фактора за које у том тренутку процењују да су најрелевантнији. Овакво поједностављивање, сматрао је Сајмон, може да доведе до грешке у закључивању, ли је уједно и једино реално могуће резоновање у условима ограниченог знања и људских потенцијала.
Сајмон је, такође, дао велики допринос развоју теорије организације. Неопходност развоја организационе теорије видео је у томе што многи феномени у економији и пословном управљању не могу да буду анализирани адекватно уколико им се приступа искључиво са индивидуалног, микро нивоа, или са нивоа макроекономије.
Организације су, према његовом мишљењу, погодан ниво анализе јер оне управо функционишу у оквиру одређених макроекономија, а истовремено су скупови индивидуа које те организације чине. У револуционарном коауторском делу Сајмона и Марча Организације (1958) по први пут се потврђује став да су организације много више од онога што може да се прикаже стандардном организационом шемом. Стандардна организациона шема представља графички приказ организационе структуре предузећа, са потенцијалом да покаже на који начин је извршено организационо диференцирање и да укаже на линије формалног делегирања ауторитета у организацији.
Од 1949. године Сајмон се са групом истакнутих професора упустио у нови велики пројекат: изградњу школе индустријске администрације у оквиру Карнеги Института за технологију(енгл. Graduate School of Industrial Administration, Carnegie Institute of Technology). Мисија ове групе окупљене на Карнегију била је да развије пословну школу која ће имати јако упориште како у економији, тако и у бихевиоралним наукама.

## Остала достигнућа
Сајмону се приписују револуционарне промене у микроекономији, захваљујући концепту организационог доношења одлука чији је творац. Први је укључио концепт неизвесности у економску теорију. Он је такође пионир вештачке интелигенције и програма решавања општих проблема (енгл. General Problem Solver) путем новог језика информатичког процесирања (енгл. Information Processing Language); утицао је на развој теорије организације, развијајући теорију симулације решавања проблема (енгл. Human Problem Solving); развио је нову експерименталну технику анализе вербалног протокола, когнитивну психологију, а творац је и многих других значајних идеја и замисли. Са готово хиљаду публикација, врло често и данас цитираних, Сајмон је један од најутицајнијих научника у области друштвених наука у 20. веку.